# Verhnea Bilka, Pustomîtî
Verhnea Bilka (în ucraineană Верхня Білка) este localitatea de reședință a comunei Verhnea Bilka din raionul Pustomîtî, regiunea Liov, Ucraina.

## Demografie
Componența lingvistică a localității Verhnea Bilka
     Ucraineană (99,8%)
     Alte limbi (0,2%)
Conform recensământului din 2001, majoritatea populației localității Verhnea Bilka era vorbitoare de ucraineană (99,8%), existând în minoritate și vorbitori de alte limbi.